# Крушеван Павло Олександрович
Павло́ Олекса́ндрович Крушева́н (*1860, Гіндешть — †1909, Кишинів) — один із лідерів «Союза русского народа», реакційний журналіст румунського походження. Видавець газети «Бессарабец» (Кишинів).
Фейлетоніст неодноразово називає його прізвище поряд з прізвищем Піхно — обоє вони, через газети «Бессарабец» і «Киевлянин», намагались проводити чорносотенну політику русифікаторства молдавського й українського народів.